# Питър Оустръм
Питър Оустръм (на английски: Peter Ostrum), * 1957/1958 г. в Далас, Тексас) е американски ветеринар, известен с това, че като дете изиграва ролята на Чарли Бъкет във филма от 1971 г. „Уили Уонка и шоколадовата фабрика“. Д-р Оустръм практикува в Гленфийлд, Ню Йорк и живее в Лаувил, Ню Йорк със съпругата си Лорета и двете им деца, син и дъщеря.

## Биография
Оустръм е в шести клас, когато е забелязан, докато играе в детска театрална постановка в Кливланд, от агенти, търсещи подходящ актьор за ролята на Чарли Бъкет в „Уили Уонка и шоколадовата фабрика“ – филмова адаптация по романа на Роалд Дал „Чарли и шоколадовата фабрика“. Агентите правят снимки и запис на прочетен от Оустръм откъс от романа. Два месеца по-късно той е извикан в Ню Йорк за пробни филмови снимки и след месец е одобрен за ролята.
След приключването на снимките за филма, 13-годишният Оустръм отхвърля предложения му договор за участие в три филма, като по-късно коментира: „всички мислят, че актьорството е толкова бляскава професия, но това е трудна професия“.
В младежките си години Оустръм развива интерес към ветеринарната медицина и решава да следва такава специалност, макар че за известен период обмисля връщане в Холивуд. Получава докторска степен от Колежа по ветеринарна медицина на университета Корнел през 1984 г. и впоследствие практикува като ветеринар.